# Seleção Síria de Futebol
A Seleção Síria de Futebol (em árabe: منتخب الجمهورية العربية السورية الوطني لكرة القدم) representa a Síria nas competições de futebol da FIFA e é controlada pela Federação de Futebol da Síria, órgão dirigente do futebol da Síria. As casas da seleção são os estádios  Abbasiyyin e  Internacional de Aleppo. Filiou-se à Federação Internacional de Futebol (FIFA) em 1937. A Síria nunca disputou uma Copa do Mundo.
O país quase se classificou pela primeira vez para uma copa do mundo ao ganhar uma vaga na repescagem asiática em 2017.
Devido a situação calamitosa em que o país se encontra, não podendo disputar suas partidas como mandante em casa, disputavam seus jogos em Malaca, na Malásia.
Conseguiram o direito da repescagem ao empatar com com o Irã em 2 a 2. A equipe estava perdendo por 2 a 1 até os 50 minutos do segundo tempo, conseguindo marcar o gol de empate no último lance da partida. Após o desfecho dramático, enfrentaram a Austrália na repescagem. No primeiro jogo os sírios surpreenderam a todos ao arrancarem um empate em 1 a 1 aos 44 minutos da segunda etapa. Já no segundo jogo precisavam apenas de uma simples vitória, ou um empate por dois gols. Logo no início do confronto conseguem abrir o placar, mas 7 minutos depois o veterano Tim Cahill empata para os australianos, e a partida acaba indo a prorrogação. Os sírios não conseguem segurar o ímpeto dos adversários, além de ter o atacante Al-Mawas expulso. Logo após a expulsão Cahill marca novamente e faz 2 a 1 para os australianos. A Síria ainda tenta uma última chance, em cobrança de falta aos 13 minutos do 2° tempo da prorrogação, mas a bola bate no travessão, acabando com o sonho sírio de ir a sua primeira copa do mundo.